# Thyene bilineata
Thyene bilineata là một loài nhện trong họ Salticidae.
Loài này thuộc chi Thyene. Thyene bilineata được George Newbold Lawrence miêu tả năm 1927.